# Манейро, Ильдо
И́льдо Мане́йро (исп. Ildo Enrique Maneiro Ghezzi; род. 4 августа 1947, Мерседес) — уругвайский футболист и тренер.

## Биография
Ильдо Манейро — воспитанник футбольной академии «Насьоналя». Он дебютировал в основе этого клуба в 1965 году, и выступал за трёхцветных до 1973 года. За это время он пять раз выигрывал первенство Уругвая, в 1971 году завоевал Кубок Либертадорес и Межконтинентальный кубок, а в следующем году — ещё и Межамериканский кубок. Манейро отличался хорошим видением поля и грамотными передачами. После успехов в «Насьонале», уругвайский полузащитник отправился выступать в «Олимпик Лион», где провёл три довольно успешных сезона. В 1976 году Манейро вернулся в Уругвай, где продолжил карьеру в стане злейшего врага «Насьоналя» — «Пеньяроля», с которым ещё дважды выигрывал первенство Уругвая. За два уругвайских клуба Манейро с 1968 по 1979 год провёл 67 матчей и забил 6 голов.
В 1970 году Манейро вместе со сборной Уругвая занял четвёртое место на чемпионате мира в Мексике. Ильдо провёл все шесть матчей Селесте — против Израиля (забил гол и отдал результативную передачу Хуану Мухике), Италии, Швеции, СССР, Бразилии и ФРГ. В 1979 году Манейро участвовал в Кубке Америки.
Всего за сборную Уругвая с 1970 по 1979 год Манейро провёл 33 матча, в которых забил 3 гола.
После завершения карьеры футболиста Манейро стал работать тренером. Одним из главнейших достижений в его тренерской карьере стала победа в чемпионате Уругвая в 1988 году вместе с «Данубио». Также в 1993—1994 годах Манейро возглавлял сборную Уругвая.

## В качестве игрока
- Чемпион Уругвая (7): 1966, 1969, 1970, 1971, 1972, 1978, 1979
- Победитель Кубка Либертадорес: 1971
- Победитель Межконтинентального кубка: 1971
- Победитель Межамериканского кубка: 1972

## В качестве тренера
- Чемпион Уругвая (1): 1988